# Моргенштерн, Ян
Ян Моргенштерн (нем. Jan Morgenstern; род. 1980, Ильцен, земли Нижняя Саксония в Германии) — немецкий музыкант и композитор, ударник.

## Биография
Уроки музыки начал брать с 8 лет, в возрасте 14 лет стал играть на ударных в джазовой группе.
В 1996 году впервые стал экспериментировать с цифровой звукозаписью в стандарте MIDI. Занялся изучением теории музыки и оркестровкой.
Создал свои первые саундтреки для небольших компьютерных игр.

## Творчество
Ян Моргенштерн — автор музыки к компьютерным анимационным фильмам:
- Elephants Dream (2006):
  - Саундтрек[1] фильма включает в себя следующие композиции:

1. The Wires (1:15)
2. Typewriter Dance (1:10)
3. The Safest Place (0:45)
4. Emo Creates (1:00)
5. End Title (1:31)
6. Teaser Music (1:14)
7. Ambience (1:49)

- Big Buck Bunny (2008),
- Sintel (2010).

За песню «I move On», написанную специально для фильма Sintel, Ян Моргенштерн получил на седьмом международном фестивале киномузыки в Тенерифе премию имени Джерри Голдсмита. Песня распространяется на условиях Creative Commons.